# Берзин, Эдуард Оскарович
Эдуард Оскарович Берзин (17.07.1931-29.07.1997), — советский и российский востоковед, специалист по истории Юго-Восточной Азии, доктор исторических наук, профессор. Вместе с Н. В. Ребриковой — основоположник советской научной таиландистики. Написал первую на русском языке «Историю Таиланда» (1973). Автор раздела «История» статьи «Таиланд» в 3-м издании БСЭ.
Окончил исторический факультет МГУ по кафедре древней истории (1954).
С 1956 по 1995 год в Институте востоковедения АН СССР: аспирант, младший научный сотрудник, старший научный сотрудник отдела Юго-Восточной Азии.
В 1961 году защитил кандидатскую диссертацию:
- Сиам и европейские державы в 30-х — 80-х гг. XVII века : диссертация … кандидата исторических наук : 07.00.00. — Москва, 1961. — 430 с. : ил. + Прил. (137 л.).

В 1970 году защитил докторскую диссертацию:
- Католическая церковь в Юго-Восточной Азии, XVI — начало XX в. : в 2-х томах : диссертация … доктора исторических наук : 07.00.00. — Москва, 1969. — 745 с.

Умер 29.07.1997 в Олбани (штат Нью-Йорк).
Сочинения:
- Юго-Восточная Азия в XIII—XVI веках / Э. О. Берзин. — Москва: Наука, 1982. — 332 с.; 22 см;
- История Таиланда [Текст] : (Краткий очерк) / АН СССР. Ин-т востоковедения. — Москва : Наука, 1973. — 319 с. : карт.; 20 см.
- Юго-Восточная Азия и экспансия Запада в XVII — начале XVIII века / Э. О. Берзин ; АН СССР, Ин-т востоковедения. — Москва : Наука, 1987. — 463 с.; 22 см.
- Юго-Восточная Азия с древнейших времен до XIII века / Э. О. Берзин; Рос. акад. наук, Ин-т востоковедения. — Москва : Изд. фирма «Вост. лит.», 1995. — 347,[1] с.; 22 см; ISBN 5-02-017713-X
- Католическая церковь в Юго-Восточной Азии [Текст] / АН СССР. Ин-т народов Азии. — Москва : Наука, 1966. — 320 с.; 22 см.
- Борьба европейских держав за сиамский рынок. (30-80-е годы XVII в.) [Текст] / Акад. наук СССР. Ин-т народов Азии. — Москва : Изд-во вост. лит., 1962. — 263 с., 1 л. карт.; 22 см.
- Современный Таиланд [Текст] : Справочник / [Э. О. Берзин, С. С. Грикуров, В. М. Дольникова и др.]; [Отв. ред. Н. А. Симония] ; АН СССР, Ин-т востоковедения. — Москва : Наука, 1976. — 400 с. : карт.; 21 см.
- Нострадамус – сын своего века. Журнал «Знание — сила», 1975 год, № 6.
- Нострадамус и его предсказания / Эдуард Оскарович Берзин. — Москва : Республика, 1992. — 319 с. : в обложке ; 17 см. — 150 000 экз.